# Juri Eduardowitsch Sadowenko

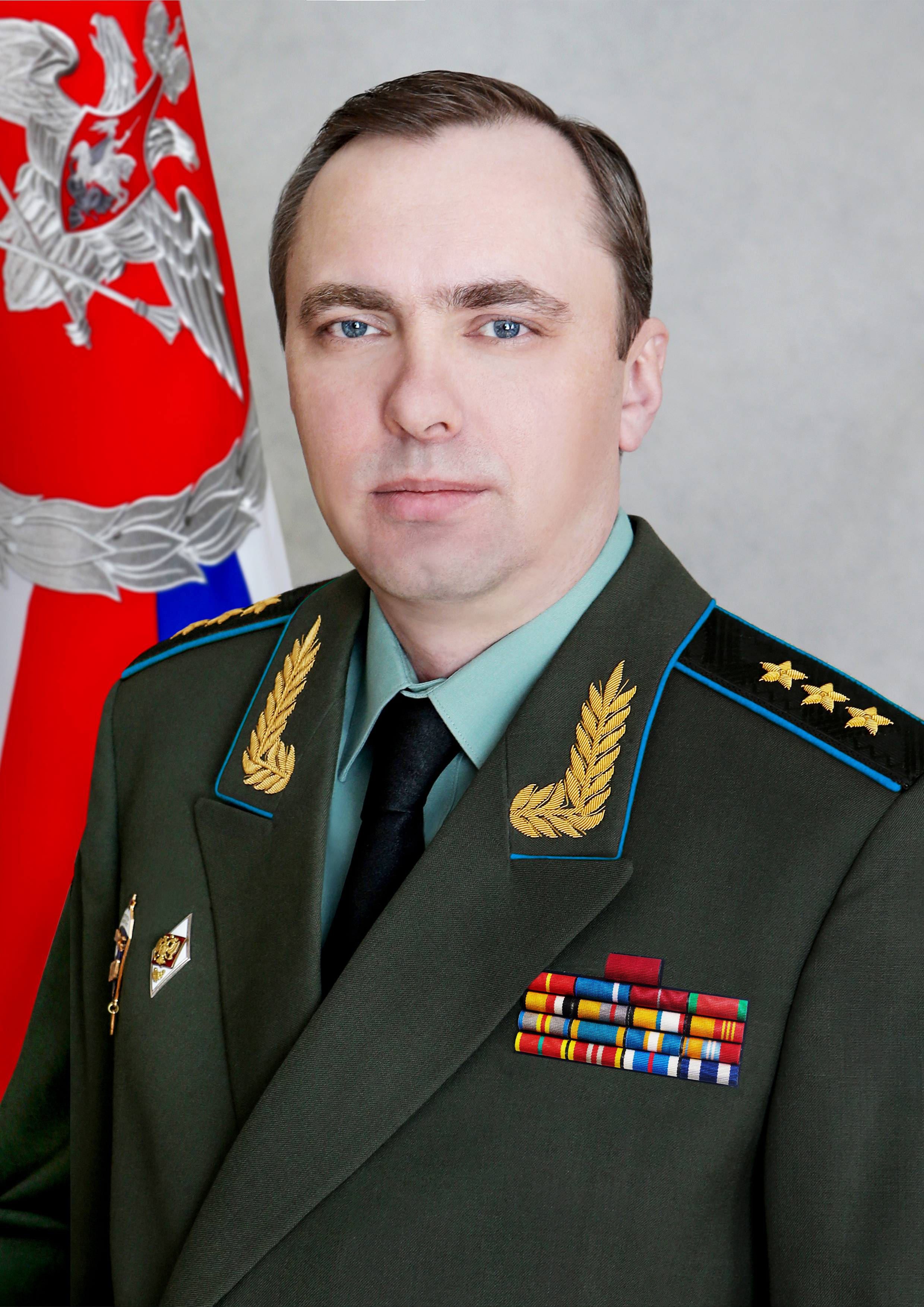
Juri Sadowenko, 2014

Juri Eduardowitsch Sadowenko (russisch Юрий Эдуардович Садовенко; * 11. September 1969 in Schytomyr, Ukrainische SSR, Sowjetunion) ist ein russischer Generaloberst und stellvertretender Verteidigungsminister der Russischen Föderation.

## Leben
Sadowenko absolvierte 1990 die Luftlandehochschule Leninscher Komsomol in Rjasan. Von 1990 bis 1994 übernahm er verschiedene Kommandoposten in den Streitkräften der Russischen Föderation und nahm an Kampfeinsätzen teil. Von 1994 bis 2002 diente er in Abteilungen des Ministeriums für Zivilverteidigung, Notfälle und Beseitigung der Folgen von Naturkatastrophen. Er nahm mehrfach an in- und ausländischen humanitären und Rettungsmaßnahmen teil. Von 2002 bis 2007 arbeitete er als Gehilfe des Ministers für Zivilverteidigung und leitete ab 2007 seinen Stab. 2008 absolvierte er die Russische Akademie für Volkswirtschaft und Staatsdienst beim Präsidenten der Russischen Föderation. Von Mai bis November 2012 war er Leiter der Verwaltung beim Gouverneur des Oblast Moskau. Mit Erlass des Präsidenten der Russischen Föderation vom 7. Januar 2013 wurde er als Stellvertreter des Verteidigungsministers und Stabschef des Ministeriums eingesetzt.

## Auszeichnungen
- Orden für Militärische Verdienste
- Orden der Ehre (Russland)